# Benedetto Giacomo Marcello
Benedetto Giacomo Marcello, né le 24 juillet 1686 à Venise et mort le 25 juillet 1739 à Brescia, est un compositeur italien de la période baroque. Le conservatoire de Venise lui est dédié.

## Biographie
Issu d'une noble famille vénitienne (il est souvent qualifié dans ses œuvres de Patrizio Veneto) il était destiné par son père à une carrière de juriste, bien qu'il ait reçu des leçons de musique de maîtres aussi réputés que Lotti et Gasparini. En 1711, il devient membre du Conseil des Quarante et en 1730, il est envoyé à Pola comme Provveditore. Sa santé s'étant détériorée au climat défavorable de l'Istrie, il démissionne au bout de huit ans et s'installe en tant que Camerlengo à Brescia, où il demeure jusqu'à sa mort.
Benedetto Marcello est surtout connu pour son Estro poetico-armonico, publié à Venise en 1724-1726, qui est une mise en musique pour une à quatre voix et basse continue des cinquante paraphrases des Psaumes de David, dont les paroles avaient été adaptées en italien par Giacomo Giustiniani. Cette œuvre fut très admirée, notamment par Charles Avison et John Garth, qui en firent une édition avec paroles en anglais (Londres 1757). On en trouve des extraits dans l'ouvrage de John Hawkins intitulé A General History of the Science and Practice of Music. Marcello fut l'un des premiers compositeurs à écrire pour le violoncelle et il a laissé une série de sonates d'une très grande qualité, qui rappellent les compositions de Domenico Gabrielli et de Vivaldi pour cet instrument. Son concerto pour violon a été transcrit pour le clavecin par Bach (BWV 981).

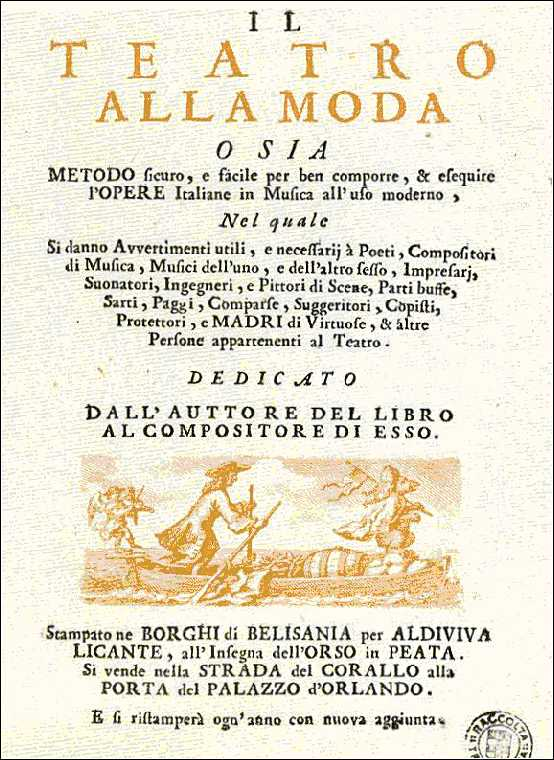
Page de couverture de Il teatro alla moda

Parmi ses autres œuvres, on trouve surtout des cantates à une ou plusieurs voix ; la bibliothèque du Conservatoire de Bruxelles possède plusieurs volumes de cantates de chambre composées pour sa maîtresse. Il composa aussi un opéra, La Fede riconosciuta, représenté à Vicence en 1702, mais n'avait guère d'attirance pour ce genre de composition. Il exposa ses opinions sur l'état du drame en musique à son époque dans un pamphlet satirique intitulé Il teatro alla moda, paru à titre anonyme à Venise en 1720 et dont la cible principale était Antonio Vivaldi, sous le pseudonyme peu équivoque d'Aldiviva. Ce petit ouvrage, fréquemment réédité, n'est pas seulement extrêmement drôle, mais constitue aussi une contribution importante à l'histoire de l'opéra.
Outre 35 sonates et mouvements de sonates pour clavecin, 4 menuets, ainsi qu'une suite de 30 menuets, Benedetto Marcello a composé 12 sonates pour clavecin publiées à Venise entre 1712 et 1717.
Membre de l'Académie d'Arcadie, il y portait, comme de coutume dans cette docte assemblée, un pseudonyme : Driante Sacreo. 
On a donné son nom au conservatoire de musique de Venise. 
Le Musée national des instruments de musique de Rome possède un certain nombre d'instruments lui ayant appartenu.
Le frère aîné de Benedetto, Alessandro, fut lui aussi compositeur.